# گروه اوتی‌بی
گروه اوتی‌بی (ایتالیایی: OTB Group) شرکت کالای لوکس ایتالیایی است، که در سال ۲۰۰۲ توسط رنزو روسو تأسیس شد.